# Podział administracyjny Kościoła katolickiego w Republice Środkowoafrykańskiej
Podział administracyjny Kościoła katolickiego w Republice Środkowoafrykańskiej – w ramach Kościoła katolickiego w Republice Środkowoafrykańskiej funkcjonuje obecnie jedna metropolia, w której skład wchodzi jedna archidiecezja i osiem diecezji. 
Jednostki administracyjne Kościoła katolickiego obrządku łacińskiego w Republice Środkowoafrykańskiej:

## Metropolia Bangi
- Archidiecezja Bangi
  - Diecezja Alindao
  - Diecezja Bambari
  - Diecezja Bangassou
  - Diecezja Berbérati
  - Diecezja Bossangoa
  - Diecezja Bouar
  - Diecezja Kaga-Bandoro
  - Diecezja Mbaïki